# Dendrogaster okadai
Dendrogaster okadai is een kreeftachtigensoort uit de familie van de Dendrogastridae. De wetenschappelijke naam van de soort is voor het eerst geldig gepubliceerd in 1931 door Yosii.